# Димула, Кики
Кики́ Димула́ (греч. Κική Δημουλά; 19 июня 1931, Афины — 22 февраля 2020) — греческая поэтесса.

## Биография
С 1949 года двадцать пять лет проработала в банке. В 1954 году вышла замуж за поэта Атоса Димулоса (1921—1985), родила двоих детей.

## Книги стихов
- Ποιήματα/ Стихотворения (1952)
- Έρεβος/ Мрак (1956)
- Ερήμην/ Заочно (1958)
- Επί τα ίχνη/ По следам (1963)
- Το λίγο του κόσμου/ Малость мира (1971, Национальная премия за поэзию)
- Το Τελευταίο Σώμα μου/ Мое последнее тело (1981)
- Χαίρε ποτέ/ Прощай, Никогда (1988, Национальная премия за поэзию)
- Η εφηβεία της Λήθης/ Отрочество забвения (1996, премия Афинской академии)
- Eνός λεπτού μαζί/ Минуту вместе (1998)
- Ήχος απομακρύνσεων/ Звук разлуки (2001)
- Χλόη θερμοκηπίου/ Оранжерейные растения (2005)
- Μεταφερθήκαμε παραπλεύρως/ Нам в другую дверь (2007)

## Признание
Член Афинской академии наук (2002). Лауреат Европейской премии по литературе (Страсбург, 2009). Стихи Кики Димула переведены на английский, французский, немецкий, испанский, каталанский, шведский, датский, польский, сербский, болгарский языки.

## Публикации на русском языке
- Стихи в переводе Евгении Смагиной